# Словарь географических названий СССР
«Словарь географических названий СССР» — однотомный топонимический словарь на русском языке. Предназначен для географов, картографов, работников издательств, а также для почтовых и административных работников и широких читательских масс.

## Статус словаря
Словарь был утверждён Главным управлением геодезии и картографии при Совете Министров СССР в качестве обязательного для всех государственных комитетов, министерств, предприятий, учреждений и организаций СССР.
«Словарь географических названий СССР» имел целью установление единого написания географических названий на всех картах, в учебниках географии, научных, учебных, справочных и других печатных изданиях СССР.
Второе издание «Словаря…» было утверждено Главным управлением геодезии и картографии при Совете Министров СССР в качестве нормативного 23 августа 1981 года. По состоянию на 1 января 2005 года, «Словарь…» значился в перечне действующих нормативных документов.

## Издания
Первое издание вышло в 1968 году тиражом 18 000 экземпляров (редактор — М. Б. Волостнова). В первое издание было включено 16 000 географических названий. Необходимость переиздания Словаря вызвана тем, что после 1968 года произошли изменения в административно-территориальном делении и изменились правила русской передачи географических названий во многих частных инструкциях.
В втором издании Словаря были учтены все изменения, и написание большинства географических названий было приведено в соответствие с действующими инструкциями по передаче географических названий с языков народов СССР. Исключение составили традиционные названия.
Настоящий Словарь содержит более 17 000 географических названий. В него включены все названия, помещенные в первом издании, за исключением названий, снятых с учётных данных и ссылочных текстов, не имеющих значения для современной картографии и других изданий СССР. В данный Словарь были включены названия новых на тот момент населенных пунктов, административных единиц (кроме сельских Советов народных депутатов) и их центров. Названия физико-географических объектов были помещены в объеме «Географического атласа для учителей средних школ», (4-е изд., М., ГУГК, 1980).
Административно-территориальное деление приведено по состоянию на 1 января 1982 года согласно Справочнику «СССР. Административно-территориальное деление союзных республик».
Тираж второго издания (редактор С. К. Бушмакин) достиг 94 000 экземпляров.

## Правила описания географических объектов
Написание географических названий установлено в соответствии с Общей инструкцией и частными инструкциями по русской передаче географических названий с языков народов СССР, разработанными Отделом географических названий и картографической научной информации ЦНИИГАиК и одобренными Постоянной междуведомственной комиссией по географическим названиям ГУГК при Совете Министров СССР. Согласно этим инструкциям русские названия пишутся в соответствии с современными правилами русской орфографии и общими «Правилами написания на картах географических названий СССР», а названия с языков народов СССР передаются на русский язык по определенной системе для каждого языка.
Наименования населенных пунктов и административных единиц, установленные законодательными органами СССР и союзных республик, а также помещенные в Справочнике «СССР. Административно-территориальное деление союзных республик», считались обязательными и даны в соответствии с этими официальными источниками.
Географические названия расположены в Словаре в порядке русского алфавита. После русского написания географического названия следует род объекта в принятом в Словаре сокращении, затем указывается административная принадлежность. Для физико-географических объектов дается дополнительная характеристика: для рек — место впадения, для других объектов — их местоположение относительно близлежащих населенных пунктов или физико-географических объектов. Например: 
- Коппи, р., впадает в Татарский прол.; Хабаровский кр.;
- Бурон, пгт, Алагирский р-н Северо-Осетинской АССР;
- Народная, г., Северный Урал; на границе Тюменской обл. и Коми АССР.

Для объектов, расположенных на территории нескольких областей, республик пли соседних зарубежных стран, указаны все территории. Например: 
- Нарва, р., впадает в Финский зал. Балтийского моря; Эстонская ССР и Ленинградская обл. РСФСР;
- Вуокса, р., впадает в Ладожское оз.; Ленинградская обл. РСФСР и Финляндия.

При наличии одноименных населенных пунктов и физико-географических объектов вначале помещаются названия городов в алфавитном порядке названий следующих за ними административных единиц, далее по тому же принципу следуют названия поселков городского типа и прочих населенных пунктов, а затем — физико-географических объектов в алфавитном порядке географических терминов (бол., возв., г., оз. и т. д.).
К названиям населенных пунктов, которые в то время являлись столицами союзных или автономных республик, а также центрами краев и областей, дано указание «столица», «центр»: 
- Киев, гор., столица Украинской ССР.

## Правила написания переименованных географических объектов
В словаре также приведены названия географических объектов, переименованных в период с 1968 года, а также наименования, которые употреблялись на картах и в литературных источниках последних лет издания в форме, отличной от приведенной в настоящем словаре. От этих форм, а также названий населенных пунктов, включенных в черту другого населенного пункта, даны ссылочные тексты. Например: 
- Ижма, гор., Коми АССР, переим., см. Сосногорск, гор.;
- Иль-Эмтор, оз., Томская обл., см. Им-Эмтор, оз.;
- Адлер, кур. пос., Краснодарский кр., вкл. в черту гор. Сочи;
- Авдотьино, пгт, Донецкая обл., объед. с гор. Донецк.

## Правила употребления названия в скобках
Для географических объектов, которые располагались на территории двух и более республик и имевших самостоятельные названия на разных языках, в алфавитном порядке к каждому названию (с указанием второго названия в скобках) приводится текст обоих названий. Например: 
- Западная Двина, р. (на терр. Латвийской ССР — Даугава), впадает в Рижский зал. Балтийского моря; Калининская и Смоленская обл. РСФСР, Белорусская и Латвийская ССР.

## Составители
Н. П. Анискевич, А. В. Беляева, Ю. И. Боченкова, С. К. Бушмакин, И. Н. Голубева, Ф. К. Комаров, М. К. Королева, З. В. Рубцова, Г. Н. Саввина, В. А. Соловьева, В. В. Степнова, М. Б. Волостнова, Г. Г. Кузьмина.